# 狂怒煉獄2
《狂怒煉獄2》是一款第一人稱射擊電子遊戲，由雪崩工作室與id Software聯合開發並由貝塞斯達軟件發行。該遊戲是2011年遊戲《狂怒煉獄》的續作，於2019年5月14日在Microsoft Windows、PlayStation 4和Xbox One上發售。遊戲褒貶不一，好評讚揚射擊操作，但批評劇情陳腔濫調和平庸的玩法。

## 玩法
《狂怒煉獄2》是第一人稱射擊遊戲。玩家要控制一位名叫Walker的遊騎兵，自由地探索遊戲的末日幻想開放世界。玩家可以管理Walker的一些屬性，例如性別、技能或服裝。

## 註解
1. ↑  與id Software聯合開發[1]
2. ↑  額外音樂由Jukka Rintamäki作曲

## 外部連結
- Official site （页面存档备份，存于）